# Mpanda (huyện)
Mpanda là một huyện thuộc vùng Rukwa, Tanzania. Thủ phủ của huyện Mpanda đóng tại Kashaulili. Huyện Mpanda có diện tích 45843 ki lô mét vuông. Đến thời điểm điều tra dân số ngày 25 tháng 8 năm 2002, huyện Mpanda có dân số 410452 người.